# Bad Romance
„Bad Romance“ (от английски: „Лош романс“) е песен на американската певица Лейди Гага от третото ѝ EP издание – „The Fame Monster“. Продуцирана е от Гага и RedOne, а текстът ѝ разказва за привличането на певицата към хора, с които романс не се получава, предпочитанието ѝ към самотни връзки и параноята, която изпитва по време на свое турне. След като незавършена версия на песента е публикувана незаконно в интернет, Лейди Гага представя готовия продукт на ревю на Александър Маккуин в Париж през октомври 2009 г. След това е показана и обложката на сингъла. Песента е богата на елементи от немски хаус и техно, както и мелодии, характерни за 80-те и 90-те. Включени са и стихове на френски.
Лейди Гага определя песента като поп експеримент, който според критиците се оказва успешен. Мнозина смятат „Bad Romance“ за един от най-добрите проекти в албума. Сингълът намира място в десетки списъци за най-добри песни на уважавани публикации и печели две награди „Грами“. В САЩ песента достига второто място в Billboard Hot 100 и е с 11х платинен статус, базиран на над 5,9 млн. дигитални сваляния до февруари 2019 г. Изкачвайки се до челната позиция в над 20 държави и с 12 млн. продажби, сингълът е сред най-успешните в историята.
Музикалното видео представя певицата в сюрреалистична бяла баня. Тя е отвлечена от група супермодели и впоследствие продадена на руската мафия като сексуален роб. Клипът завършва с Гага, която изгаря мъжа, който я е купил, и получава невиждано одобрение от критиците. Комплименти получават рискования сюжет, изпълнен със символи, както и сценографията и визуалното представяне на проекта. Списание Billboard обявява клипа за най-добрия на 21 век. Номиниран е за десет награди на MTV, от които печели седем, включително „Видео на годината“. Лейди Гага изпълнява песента по време на свои телевизионни появи, на церемонии по награждаване, на концертните си турнета, както и по време на шоуто на полувремето на Супербоул през 2017 г.

## Предистория и издаване
Лейди Гага пише „Bad Romance“, съвместно с Надир Каят, познат като RedOne, който се заема с продуцирането. Песента е записана в студиа в Лос Анджелис и Амстердам. Издадена е като пилотния сингъл от „The Fame Monster“ (2009) – продължението на дебютния албум на певицата, озаглавен „The Fame“ (2008). Преди официалното му представяне, в интернет „изтича“ незавършена версия, а Гага отвръща с туит, гласящ „Ушите ми кървят. Почакайте да чуете истинската версия“. Част от песента тя изпява по време на гостуването си в „Saturday Night Live“ на 3 октомври 2009 г. Готовият продукт е представен на ревю на Маккуин в Париж няколко дни по-късно, а официалната премиера е на 19 октомври 2009 г.

Певицата споделя, че това е една от първите творби, по които работи, докато обикаля света през 2009 г. Песните, които пише по това време, са свързани с абстрактни „чудовища“ – метафори за страховете, с които се сблъсква по време на турнето. Гага споделя, че често се чувства самотна в своите връзки и че обикновено я привличат мъже, с които романс не се получава. „Bad Romance“ разглежда предпочитанието ѝ за такива самотни връзки и лошия ѝ вкус за мъже. Текстът е написан в Норвегия, като за работния процес Лейди Гага разказва:
Бях в Русия, после в Германия и прекарах много време в Източна Европа. Там е популярна тази страхотна немска хаус-техно музика и така реших да направя експериментален поп проект. Оставих 80-те настрана за момент, затова мелодията на припева е в стил 90-те години, които бяха и вдъхновението за песента. Със сигурност роля имаше и уискито, изпито по време на писането. Става въпрос за това да се влюбиш в най-добрия си приятел.

## Музикално видео
„Bad Romance“ е най-гледаното видео в YouTube канала на Лейди Гага с над 1,3 млрд. показвания към февруари 2021 г.

### Разработка
Режисьор на клипа е Франсис Лорънс, по-късно работил по филмовите адаптации на поредицата „Игрите на глада“, а сценографията е дело на креативната трупа на Гага – „Haus of Gaga“. Премиерата му е на 10 ноември 2009 г. За работата си с Лорънс Гага разказва:
Исках някой, който много добре да разбира как се създава поп видео, защото за мен най-голямото предизвикателство, работейки с режисьори, е, че аз съм режисьорът. Аз създавам разработката, намирам дрехи, решавам за какво ще се разказва и е много трудно да намериш някого, който да поеме част от товара на изпълнителя. С Франсис обаче работихме заедно, усилията бяха взаимни. Той наистина е режисьор на поп видеа и филми. Знаех, че ще създаде клипа по начин, по който мога да му нахвърлям всичките си странни и налудничави идеи, но те ще бъдат представени на аудиторията, по начин, който тя ще разбере и ще усети близо до себе си.
Франсис Лорънс и Лейди Гага работят заедно по концепцията. По първоначален план видеото трябвало да бъде заснето в Ню Йорк с по-мащабни декори и сцени на открито. Впоследствие идеята е отхвърлена, поради недостатъчен бюджет и липса на спонсори. Заради графика на Гага снимачният процес е осъществен в рамките на два дни в Лос Анджелис. Лорънс е впечатлен от креативността на певицата и хвали нейните точност, непринуденост и умения за работа в екип.
За видеото екипът на Гага създава чифт слънчеви очила от ножчета за самобръсначка, които според нея символизират силния женски дух. Тя добавя, че клипът представя как шоубизнесът метафорично симулира трафик на хора с пласирането на продукти и изобразяването на жената като стока.

### Сюжет
Видеото започва с аранжимент на фуга на Бах, която звучи преди началото на песента, докато Лейди Гага седи на бял трон в светло помещение, заобиколена от танцьорите си. „Bad Romance“ започва да звучи, когато тя вдига пръста си от бутон на iPod говорител до нея. Следват кадри от слабо осветена баня, през която преминава прожектор преди всички светлини да бъдат включени. Танцьори, облечени в бели латексови костюми, изпълзяват от капсули във формата на ковчези, разположени на пода, и започва първият припев. Гага се появява с подобно облекло от централно разположена капсула, върху която е изписано „Mons†er“ („Чудовище“). Сменят се сцени, като в едната певицата е облечена в черно и пее пред огледало, а в другата е във вана.
Когато започва първият припев, две момичета изваждат Гага от ваната, свалят ѝ горнището и я принуждават да изпие чаша водка. В началото на втория куплет тя е облечена в оскъден тоалет с диаманти и танцува за група мъже, които наддават за нея. След като отива в скута на един от тях, той вдига залога си и я купува за 1 млн. рубли. Кратки сцени показват певицата по бельо, върху която валят диаманти, в центъра на кръг от мъже, както и тя в тъмно помещение, облечена в златист тоалет на Маккуин. Следват кадри, в които Лейди Гага, облечена в палто с глава на бяла мечка, приближава купувача си, който я чака на ръба на леглото. С безразличен поглед, тя сваля палтото и слънчевите си очила, докато той разкопчава ризата си и отпива водка. Внезапно леглото избухва в пламъци, а Гага пее пред него. В последната сцена тя пуши цигара в изгорялото легло, изцапана в сажди, със скелета на мъжа до нея и сутиен, от който прехвърчат искри.

## Екип
- Лейди Гага – водещи вокали, текстописец, ко-продуцент, вокален аранжимент, беквокали
- Надир Каят – текстописец, продуцент, редакция на вокали, вокален аранжимент, беквокали, аудио инженер, инструментал, програмиране, звукозапис
- Джони Северин – редакция на вокали
- Дейв Ръсел – аудио инженер
- Илко Бакър – аудио инженер
- Марк Стент – аудио миксиране
- Джин Грималди – аудио мастеринг
- Иън Фишър – актьор